# Cyperus pertenuis
Cyperus pertenuis is een cypergrassoort uit de cypergrassenfamilie (Cyperaceae). Het is een meerjarige plant met een grasachtig uiterlijk die groeit uit een kruipende wortelstok. De plant produceert stengelclusters tot 80 centimeter hoog.
De soort komt voor in tropisch Azië, van Bangladesh tot in Myanmar. Hij groeit daar in kustgebieden, moerassige en brakke gebieden en mangrovebossen.
De plant wordt in het wild geoogst voor lokaal gebruik als medicijn en parfum. De wortelstok werkt koortsverlagend, verkoelend en zweetafdrijvend en bevordert de melkproductie bij moeders die borstvoeding geven. Een afkooksel van de wortel wordt gebruikt als tegengif bij schorpioenensteken.
Verder wordt de zoetgeurende wortelstok gebruikt in de parfumerie en bij de bereiding van cosmetica. Uit de wortel wordt een extract gewonnen die verwerkt wordt als antimicrobieel middel in commerciële cosmetica. Tevens wordt ook een etherische olie verkregen uit de wortels die een ingrediënt is in parfums en als vochtinbrengend middel verwerkt wordt in cosmetica.
... 
C. alternifolius (Parapluplant) · 
C. articulatus (Ronde bies) · 
C. eragrostis (Bleek cypergras) · 
C. esculentus (Knolcyperus) · 
C. flavescens (Geel cypergras) · 
C. fuscus (Bruin cypergras) · 
C. giganteus (Parasolgras) · 
C. haspan (Dwergpapyrus) · 
C. longus (Rood cypergras) · 
C. papyrus (Papyrusriet)
...